# SO WHAT?
SO WHAT? is het vierde studioalbum van de Britse metalcore band While She Sleeps. Het album werd op 1 maart 2019 uitgebracht door het eigen label van de band Sleeps Brothers. 

## Tracklist
| 1.                 | Anti-Social                                             | 4:12 |
| 2.                 | I've Seen It All                                        | 4:12 |
| 3.                 | Inspire                                                 | 4:10 |
| 4.                 | So What?                                                | 4:32 |
| 5.                 | The Guilty Party                                        | 4:26 |
| 6.                 | Haunt Me                                                | 4:31 |
| 7.                 | Elephant                                                | 4:38 |
| 8.                 | Set You Free                                            | 4:17 |
| 9.                 | Good Grief                                              | 3:38 |
| 10.                | Back of My Mind (featuring Griffin Dickinson of SHVPES) | 4:27 |
| 11.                | Gates of Paradise                                       | 5:20 |
| Totale duur: 48:23 |                                                         |      |